# Wasilij Szewczenko
Wasilij Tarasowicz Szewczenko (ros. Василий Тарасович Шевченко, ur. 22 grudnia 1921 we wsi Władimirowka w guberni kustanajskiej, zm. 3 kwietnia 2012 w Ałmaty) – radziecki funkcjonariusz organów bezpieczeństwa, generał porucznik, przewodniczący KGB Kazachskiej SRR (1975-1982) i Tadżyckiej SRR (1970-1975).
W 1940 nauczyciel w szkole średniej, w latach 1940–1941 kursant kursów młodszych politruków Moskiewskiego Okręgu Wojskowego, w latach 1941–1942 ponownie nauczyciel w szkole średniej, w latach 1942-1943 szef działu specjalnego komitetu wykonawczego rady rejonowej w obwodzie kustanajskim. W 1943 słuchacz szkoły NKGB ZSRR w Ałma-Acie, 1943-1944 pełnomocnik operacyjny rejonowego oddziału NKGB w obwodzie kustanajskim, 1944–1945 pełnomocnik operacyjny i starszy pełnomocnik operacyjny Zarządu NKGB obwodu kustanajskiego, 1945 śledczy Inspekcji Specjalnej NKGB Kazachskiej SRR, 1945–1949 szef rejonowego oddziału NKGB/MGB obwodu kustanajskiego. Od 1949 szef Oddziału i Wydziału Zarządu MGB obwodu dżambulskiego, 1955 zastępca szefa Zarządu KGB obwodu dżambulskiego, 1955-1961 szef Zarządu KGB obwodu północnokazachstańskiego (obecnie obwód karagandyjski). 1958 ukończył Kazachski Uniwersytet Państwowy imienia Kirowa, 1961-1965 szef Zarządu Krajowego KGB w Celinogradzie (obecnie Astana), 1965-1971 zastępca przewodniczącego KGB przy Radzie Ministrów Kazachskiej SRR. Od listopada 1970 do września 1975 przewodniczący KGB przy Radzie Ministrów Tadżyckiej SRR, od listopada 1975 do lutego 1982 przewodniczący KGB Kazachskiej SRR, w listopadzie 1978 mianowany generałem porucznikiem. Od lutego 1982 do 1989 kierownik wyższych kursów KGB w Ałma-Acie, następnie na emeryturze.

## Odznaczenia
- Order Rewolucji Październikowej
- Order Czerwonego Sztandaru
- Order Czerwonego Sztandaru Pracy
- Order „Znak Honoru”
- medale.